# 域多利監獄

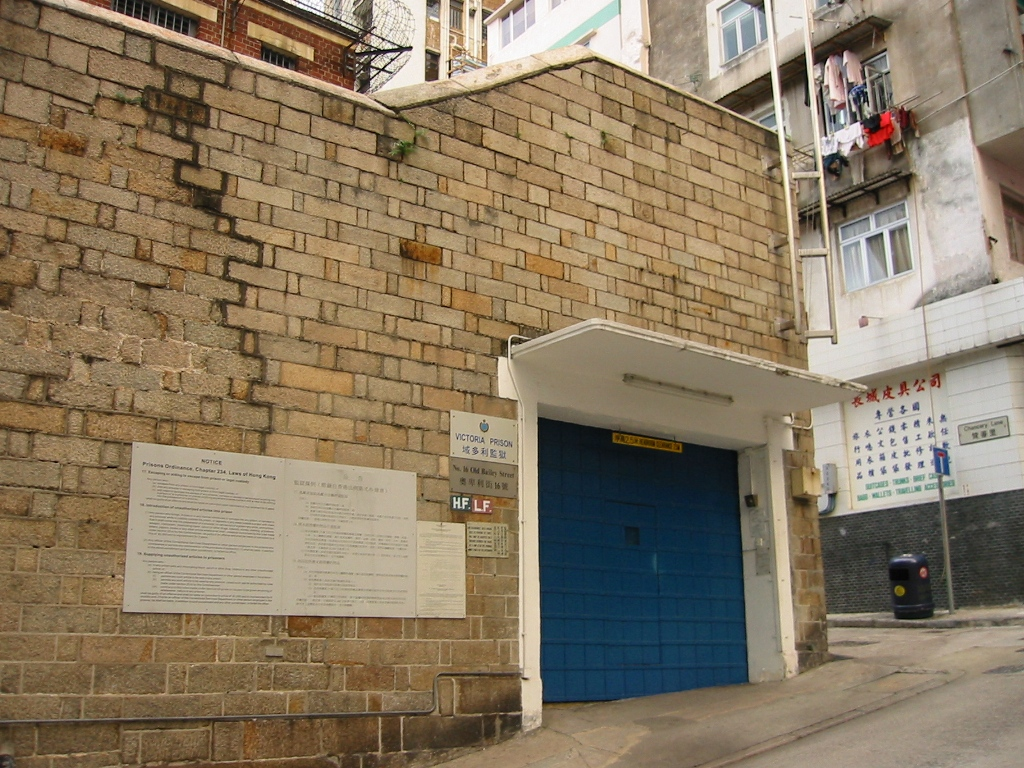
域多利監獄外觀

域多利監獄（英語：Victoria Prison 或 Victoria Gaol，前稱中央監獄:15），是香港的首所監獄，位於香港島，以維多利亞女皇命名。1995年列為香港法定古蹟，與舊中區警署、前香港中央裁判司署組成中區警署建築群。域多利監獄於2006年結役後，域多利監獄在內的中區警署建築群，復修為旅遊用途大館。

## 歷史
中央監獄建於1841年，是香港開埠初期最先以磚石建造的建築物之一:15，受到英國在1840年代推行單獨囚禁的影響，囚倉設計以小型獨立囚室為主，但在建成初期，政府對華裔採取歧視的政策，華裔囚犯被都擠進兩間狹小的牢房，犯人多分配鑿石的苦役，為防他們逃走，更會繫上腳鏈，令犯人腳部經常潰爛，嚴重者需要截肢，甚至因此致命:9。因為中央監獄規模狹小，大部分華裔罪犯都被判笞刑、剪辮或刺青，以代替監禁，受體罰的犯人更會被逐出香港島，送到當時仍然為滿清政府管轄的九龍，重罪犯更會被流放至馬來西亞:9。
1845年，中央監獄首次擴建，把當時的裁判司辦公樓改建為A倉及B倉，共設5間集體囚禁華裔犯人的囚室。同年又新建樓高一層，設有12間獨立囚室的C倉，囚禁歐籍犯人，C倉在1851年再加建一層，又增建守衛室。監獄在1853年又增建一座小樓，設立腳踏轉輪的刑具，以懲罰犯人:15。
參考美國費城東州教養所的監獄設計:18，英政府於1858年計劃大規模擴建中央監獄，建造南北兩組「放射式」監獄，原建築物全部拆卸，只剩下現為紫荊樓的更樓:15。因界限街以南的九龍半島及昂船洲在1860年割讓予英國，1863年初為紓緩監獄過於擠迫的情況，港英政府購置了一艘舊船「皇家薩克遜號」（Royal Saxon）停泊於昂船洲附近海面，部分犯人被押解至船上囚禁，但這艘囚船環境比中央監獄更惡劣，甲板下的囚倉空間異常狹窄而且密不透風，引致疫病流行，死亡率相當高。政府也計劃在昂船洲新監獄，並派中央監獄的犯人協助興建，但因經費短絀，當局最終在1866年放棄興建昂船洲監獄。而獄船在1874年甲戌風災中被吹沉。
在中央監獄南組加建的「放射式」囚房建成後，北組囚房計畫亦遭擱置，用地改為闢建中區警署大樓:9。港督軒尼詩在1877年到任後提倡單獨囚禁制度，中央監獄隨後多次改建，增加單獨囚室:15。

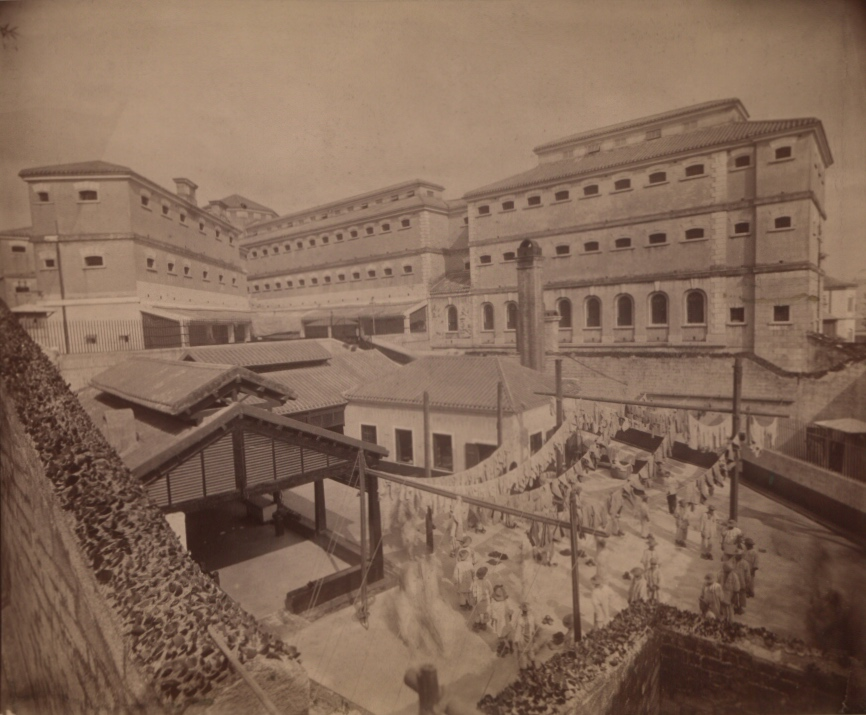
「放射式」域多利監獄D倉（1895年）

中央監獄在1893年獲撥款進行大規模擴建，配合犯人分齡、分類囚禁的政策，並於1899年易名為域多利監獄:10。監獄增建了D倉，並增建了一座兩層高的工場，並於1910年加建三層高的C倉，同年又改建一座與C倉設計相若的B倉，到1915年再增建E倉。隨着犯人人數增加，赤柱監獄（當時名為香港監獄）落成啟用，所有犯人搬遷監獄，域多利監獄關閉，但旋即不敷應用。域多利監獄在1939年10月重新使用作為拘留所:16。
「放射式」監獄的對角兩翼因應擴建而分別於1897年及1901年拆卸。第二次世界大戰期間，「放射式」監獄的中央監視塔及兩翼被炸摧，僅存其中一半（即現時的D倉），而日治期間，域多利監獄用作囚禁同盟國政要及將領:121。政府在香港重光後修復域多利監獄，並於1946年重新啟用:17。監獄署從1953年起實施「犯人工資計劃」，域多利監獄在1956年於F倉增設工場及洗衣房，讓犯人有一技之長:18。因應有精神病的刑事罪犯日增，監獄署在1961年於域多利監獄設立精神科觀察組，設立容納30名病人的囚倉，用以收容接受精神檢查、觀察或等候法庭報告的囚犯，直到小欖精神病治療中心在1972年啟用而被取代。
1980年代，香港成為越南難民第一收容港，域多利監獄一度成為轉解及遣返越南船民中心，其後改為收容犯人及等候遞解離境的羈留人士。入境事務處曾在監獄內設有域多利中心，負責核實因違反入境法例而被羈留等候遣返人士的入境身份、審理他們的居留聲稱、處理他們向入境事務審裁處提出的上訴及安排他們離境。而懲教署負責羈留在監獄內的每日所需與紀律，直至青山灣入境事務中心在2005年啟用而關閉。
1995年9月8日，政府把域多利監獄內的中區警署建築群宣佈成為法定古蹟。
2005年香港舉辦世界貿易組織第六次部長級會議，懲教署曾計劃把域多利監獄騰空約430個倉位，以便為羈留會議期間的滋事者，最終域多利監獄為世貿騰空約700個倉位。域多利監獄在結役前的認可收容額為438人，用於收押服監禁刑罰的男女犯人，羈留等候被遣返或遞解出境的違反《入境條例》的人士。2006年3月12日，域多利監獄正式結役。

## 刑罰

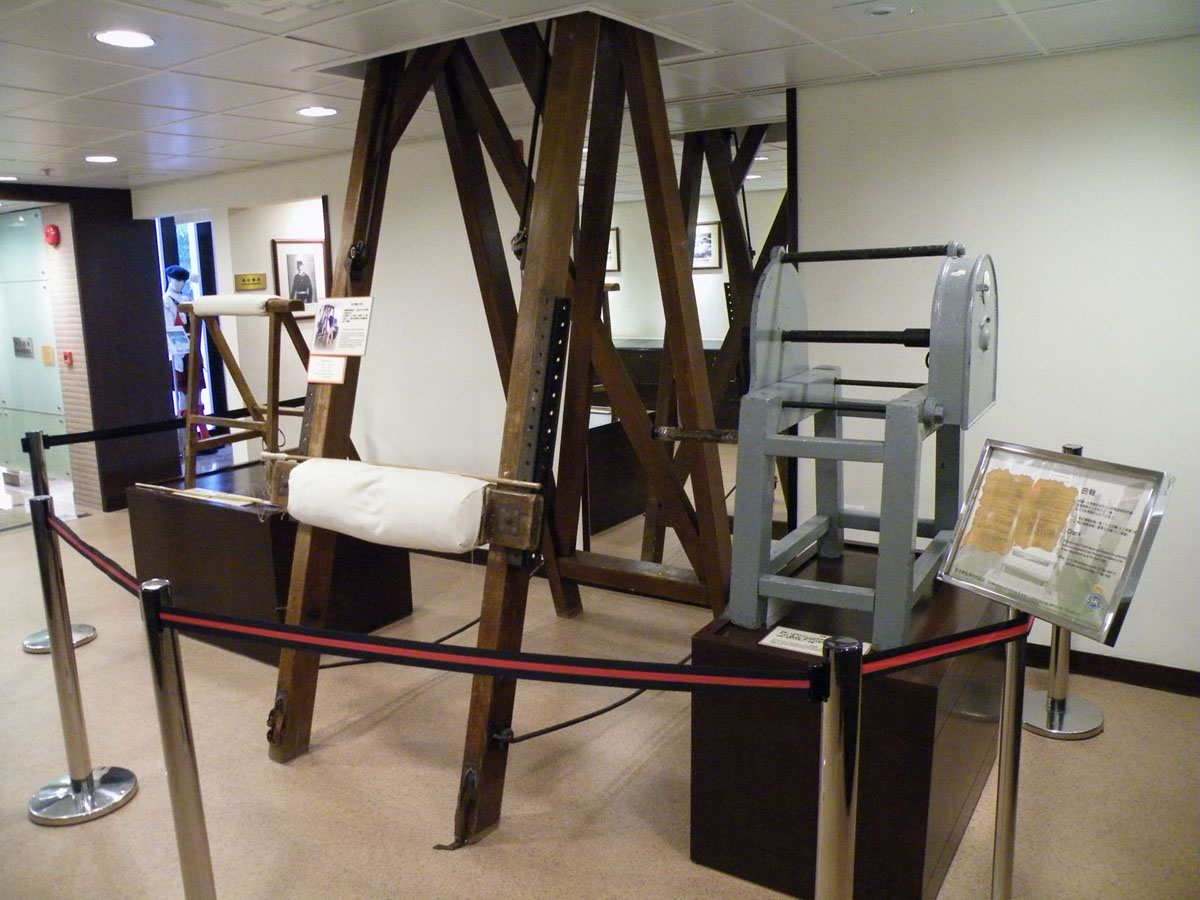
域多利監獄曾使用的打藤架及曲輪，現藏於香港懲教博物館

香港開埠初期，中央監獄的主要功能是懲處犯人，透過監禁、苦工、限制飲食、體罰等不同刑罰，令犯人對監獄產生恐懼，收阻嚇作用。
早期，獄中懲罰設三級制的苦工監，第一級苦工監分三類，第一類包括搬運鐵丸和石頭，每半小時轉換一次，鐵丸重24.6磅，而石頭則重45磅；第二類是轉動重十二磅的曲軸，每天轉動12500次；第三類是腳踏轉輪。第二級的苦工監分6類，包括混合搬運鐵丸和拆麻絮3/4磅、混合搬運石頭及拆麻絮3/4磅、混合轉動曲軸6000次及拆麻絮3/4磅，以及洗衣服和織地蓆。第三級苦工監則包括熨衣服、織地蓆、木工及銅鐵製作、縫製衣服、煮食、清潔、印刷、醫院雜務、拆麻絮和文職工作:70。
1868年至1937年間，域多利監獄設有大型的打藤架，以執行笞刑之用:73。自1879年起，全港所有繯首死刑均移師中央監獄進行，行刑地點在B倉至D倉之間的空地，行刑時會用帆布遮擋外界視線。1885年修訂的《監獄規例》，規定死刑必須在監獄內執行。直至1937年赤柱監獄建成後，笞刑及死刑地點便轉到赤柱監獄進行:76。
1876年，中央監獄亦引進「食水飯」，以懲罰犯人，華裔囚犯只獲分發白飯、水和少量鹽；外籍囚犯則獲分發麵包、水和鹽，作為限制飲食的懲罰。限制飲食被視為不人道的懲罰，最終在1981年廢除:75。

## 建築

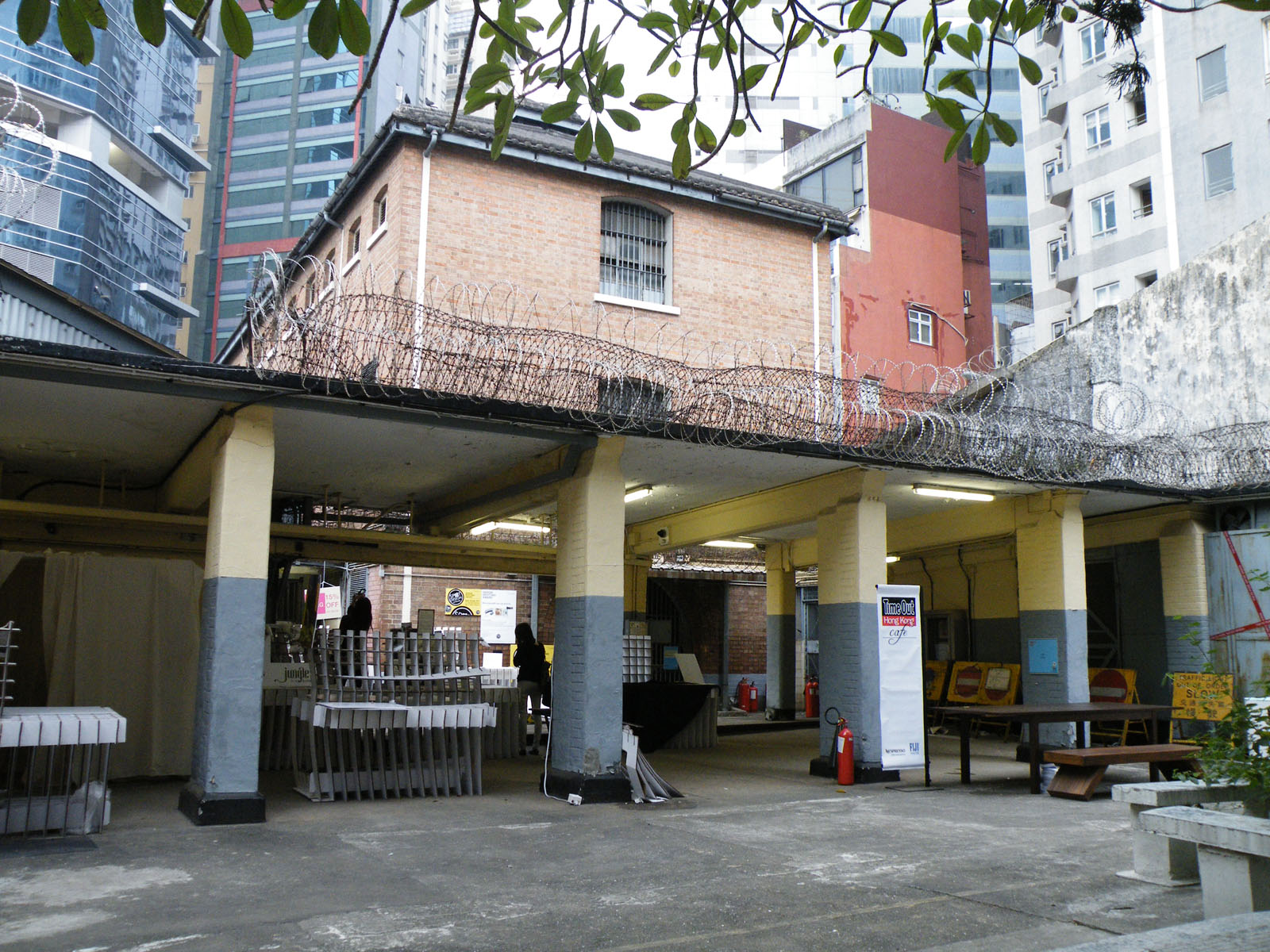
E倉

域多利監獄包括10座建築物，分別為獄長樓、A倉、B倉、C倉、D倉、E倉、工場及洗衣場、辦公大樓及紫荊樓:8。各樓宇的建築年份如下:85-88：
| 大樓         | 落成年份         |
| ------------ | ---------------- |
| A倉          | 1945             |
| B倉          | 1910             |
| C倉          | 1914             |
| D倉          | 1858             |
| E倉          | 1906             |
| F倉          | 1951             |
| 辦公大樓     | 第二次世界大戰後 |
| 工場及洗衣場 | 第二次世界大戰後 |
| 紫荊樓       | 1851             |
| 獄長樓       | 1914             |

## 保育發展與爭議

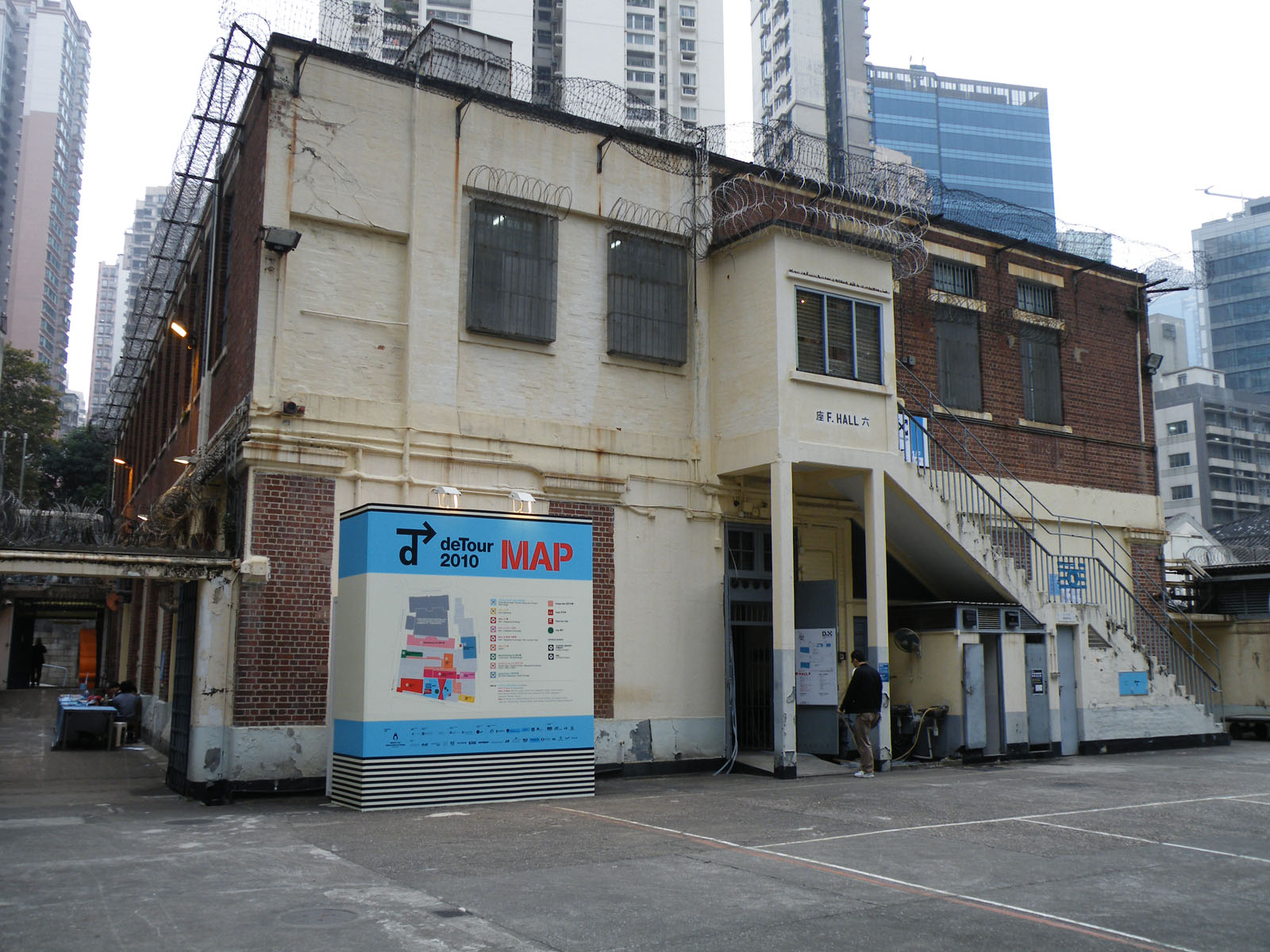
域多利監獄F倉因屬於戰後建築，曾被政府視為無保留價值，引起保育人士關注

太古地產委託顧問公司在2000年率先委託香港項目管理顧問協會進行顧問研究，建議把中區警署建築群發展為具潛力的文化﹑娛樂區商業活動中心，其中域多利監獄﹐建議改建博物館﹑藝穗劇場及綜合電影院。報告引起社會及政府對中區警署建築群日後發展的討論，行政長官董建華更在2003年1月8日宣讀的《施政報告》中，把建築群發展為零售、飲食和文娛區列為「施政綱領」。同年4月28日，香港特區政府宣佈在2004年初進行公開招標，邀請私營機構提交建議書，保存及發展中區警署建築群成為文物旅遊設施，中標者會獲批為期50年的地契，而評審將於文物保存；技術、環境及交通事宜；經濟和旅遊效益；以及補地價為準則。時值非典型肺炎爆發，政府當年表明不待使用部門全數遷出，將在2005年分期把中區警署建築群移交給中選者發展，以加快發展。
不過發展計劃引起爭議，主要原因是另一採取公開招標保育的尖沙嘴前水警總部（現1881），被指發展過度商業化，令人擔心中區警署建築群最終成為蘭桂坊和蘇豪的延伸。何東家族更表明設立5億元非牟利基金，建議政府撤回公開招標的決定，接管建築群為藝術學院及公眾廣場，以保留建築群的歷史風味，並徵得香港大學同意負責營運。政府拒絕要求後，香港建築師學會及長春社等團體，亦公開要求政府暫緩招標，先充分諮詢公眾意見，而政府一度以戰後建築為由，容許發展商把域多利監獄入口建築物F倉拆卸，引起保育團體反對。香港立法會民政事務委員會在2004年11月10日更通過無約束力動議，促請政府擱置中區警署及域多利監獄的旅遊發展項目招標程序。因公眾對發展的意見分歧，公開招標的計畫未有如期落實。
2006年的保留舊中環天星碼頭事件及2007年的保留皇后碼頭事件，令政府檢討文物保育政策。發展局於2007年7月1日成立，把與發展有關的文物保育列為政策範疇，經內部檢討後，認為繼續按原來計劃以公開招標方式，邀請私營機構修復和發展中區警署建築群為文物旅遊地點並非理想做法。

### 賽馬會保育方案

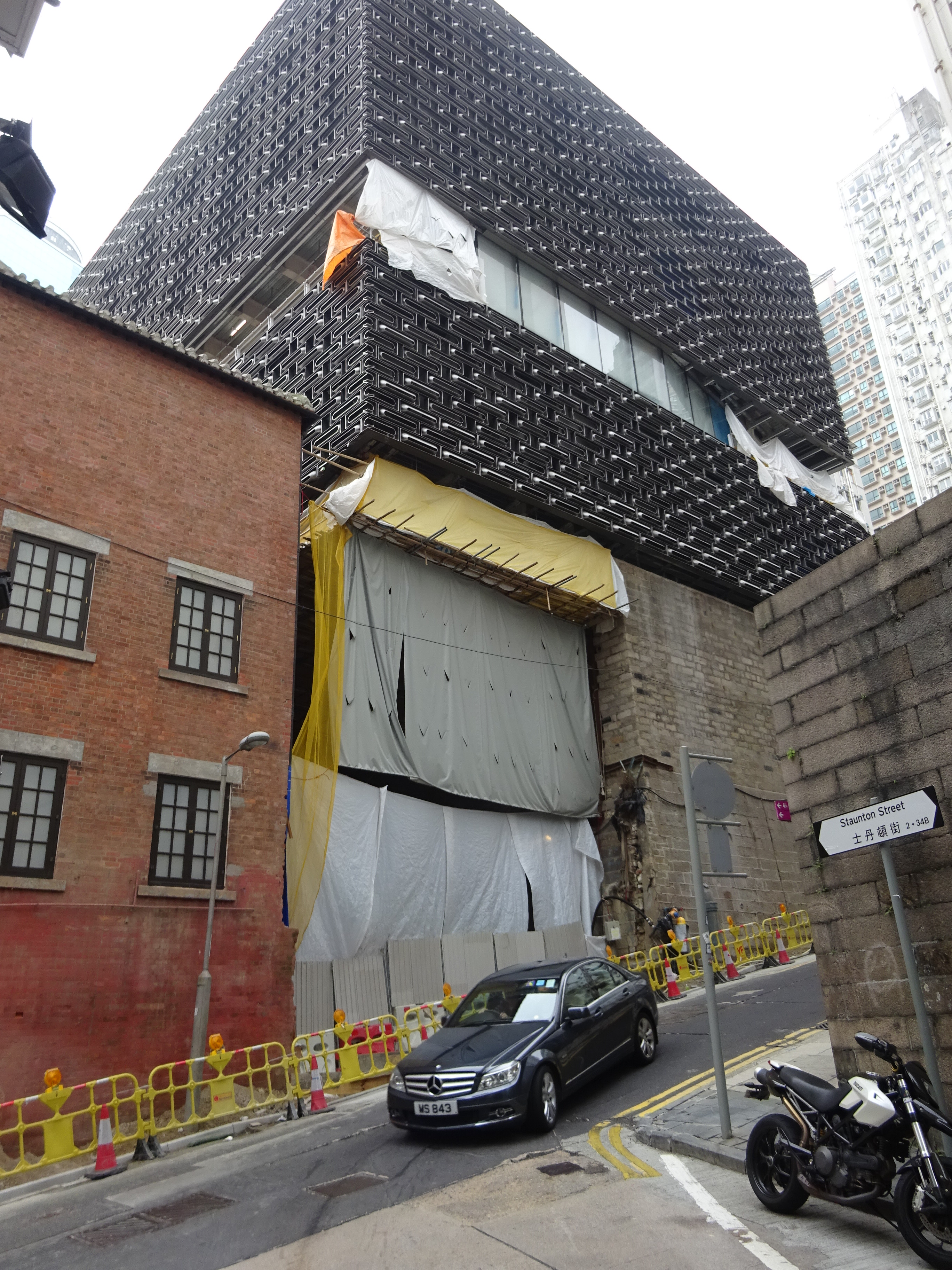
2016年奧卑利街外觀

行政長官曾蔭權在2007年10月10日宣讀的施政報告，宣布政府原則上接受香港賽馬會提出耗資18億元活化中區警署建築群。
馬會邀請北京國家體育場建築師赫佐格（Jacques Herzog）和德默隆（Pierre DeMeuron）設計，原方案提出中區警署建築群內全部17幢建築物都得以保留，其中2/3將經營餐飲、特色商舖，1/3作文化藝術用途。在域多利監獄範圍的上層庭園位置，建議興建樓高160米，外形如「竹棚」的地標式建築物，內設1個500座位的禮堂、1間500座位的劇院、2間分別為70及80座位的藝術影院、1間藝廊、1個多用途展覽廳等。馬會在2005年主動研究計劃，認為可行後，在2007年4月向港府提出概念，而馬會將透過慈善信託基金撥出18億元作為建築費，其中8億元用作翻新舊建築物，餘下10億用作興建新地標建築。
在為期6個月的諮詢期，市民雖對馬會的活化方案普遍歡迎，但對「竹棚」地標式建築物意見分歧。反對意見認為，新建築物喧賓奪主，與周圍環境並不協調，亦阻擋周邊住宅的視野，影響景觀，並會侵犯其私隱。馬會其後委聘英國著名保育建築師事務所Purcell Miller Tritton，就公眾諮詢結果，對建築群進行全面研究，擬備保育建議方案，並主動提出修訂。政府在2008年7月與馬會訂立伙伴合作關係，推展保育和活化中區警署建築群項目。
最終，政府於2010年接納馬會的修訂方案，新建築物結構修改為更簡樸設計，分別為東側的亞畢諾翼及西側的奧卑利翼，內設藝廊空間、多用途場館和中央機電設備，兩者須拆掉戰後興建的域多利監獄洗衣場及辦公樓，但保留F倉等17楝主要建築物。賽馬會文物保育有限公司在2011年底進一步優化設計，降低亞畢諾翼室外天花，增加有蓋公眾休憩空間，並在其多功能廳增設技術頂棚，增加藝術表演種類。樓層布局亦作簡化，改善實用率和人流，讓D、E倉共同使用，融合新舊建築物。工程於2011年11月展開，預計2014年年底竣工。
承建商金門建築先拆卸了文物保育價值比較低的洗衣場及一幢近代落成的辦公樓，以興建兩幢新建築物──奧卑利翼及亞畢諾翼。2012年8月，承建商於進行奧卑利翼的鑽樁前期工程時，在地皮外圍鑽了逾100個洞，以注入石屎鞏固土質以方便於鑽樁。同月月底，工程人員發現域多利監獄F倉懷疑受到毗鄰的工程所影響，於短時間內不平均地沉降了6毫米，原有的外牆裂縫不但加深及延長，裂縫闊度擴大了兩毫米，而且多了裂縫，恐會危及樓宇結構安全，加建工程已經即時停止，並且進行檢查，又加裝了監測器監察沉降情況。
2018年5月，域多利監獄活化並對外開放後，十六座歷史建築中暫時只開放了十一幢，包括警察總部大樓、營房大樓、監倉等。

## 文化影響
1977年的香港電影《出冊》，部分場景在域多利監獄外拍攝。在監獄關閉後，電影《寶貝計劃》成為監獄除役後首部在內實景拍攝的電影，劇情講述成龍、古天樂與許冠文在監獄內舉行嘉年華。2006年製作的無綫電視電視劇《蘭花劫》亦在域多利監獄取景。此外，2024年電影《12怪盜》部份場景（包括怪盜公會總部）亦在域多利監獄取景。

## 知名囚犯
- 胡志明：越南共產黨和越南民主共和国的締造者和領導人。1930年在香港組建越南共產黨，1931年6月被香港政府逮捕，關押於域多利監獄，1933年獲釋[35]。
- 戴望舒：中國近代詩人，《星島日報》副刊編輯，1942年被日軍逮捕，關押於域多利監獄約7星期，期間屢被毒打及苦刑，出獄後著有《獄中題壁》、《我用殘損的手掌》等詩[36][37]。